# JUKE (Musikstreamingdienst)
JUKE war ein deutscher Musikstreamingdienst des Elektronik-Fachmärktekonzern Media-Saturn. Der Dienst wurde zum 30. April 2019 endgültig eingestellt.

## Geschichte
2009 übernahm die Media-Saturn-Holding die Mehrheit des neun Jahre alten Unternehmens 24-7 Entertainment GmbH, das bereits in der Vergangenheit als technischer Dienstleister hinter dem digitalen Musik-Verkaufportalen von MediaMarkt und Saturn agierte. Dieses Angebot sollte durch einen eigenständigen Musikstreamingdienst unter eigener Marke ergänzt werden.
Der Öffentlichkeit wurde Juke erstmals auf der IFA 2011 vorgestellt von der JUKE 24-7 Entertainment GmbH. JUKE startete unter www.myjuke.com im Herbst 2011 als reiner Musikstreamingdienst in Deutschland. Im August 2015 fand ein großer Relaunch der deutschen JUKE-Website statt: Das Portal ist seitdem nicht mehr über die Domain www.myjuke.com, sondern ausschließlich über www.juke.com erreichbar. Der alte Dienst wurde schrittweise abgeschaltet, ebenso die Download-Portale von Media Markt und Saturn. Alle Kunden, die dem nicht widersprochen haben, wurden automatisch auf das neue Portal übernommen, bisherige Käufe blieben erhalten. Im Zuge der Umstellung war JUKE nicht mehr nur als reiner Abo-Dienst verfügbar, sondern konnte Musik auch digital erworben werden, ebenso wie E-Books, Spiele, Software-Titel sowie Filme und Serien. Filme und Serien konnten in vielen Fällen auch mit einer Leih-Frist von 48 Stunden ausgeliehen werden.
Ende 2017 teilte JUKE mit, dass ab 1. Januar 2018 nur noch Musikstreaming angeboten wird. Die Bereiche Filme & Serien, Bücher, Software & Spiele sowie die Möglichkeit zum Kauf von Musik wurden entsprechend eingestellt. Kunden, die gekaufte Artikel zuvor erworben hatten, sollten diese bis 31. Dezember 2017 für eine spätere offline-Nutzung herunterladen.
Bei Spielfilme und TV-Serien ist dies nach dem Lizenzrecht nicht möglich – hier hat das Unternehmen den betroffenen Kunden ein Erstatten des Kaufpreises angeboten.
2017 verkaufte die Media-Saturn ihre B2B-Musiktochter 24-7 Entertainment inklusive der Juke Entertainment GmbH an das britische Unternehmen 7digital und wurde zugleich größter Anteilseigner und wichtigster Kunde. Am 5. Juni 2018 erfolgte ein großer Relaunch inklusive neues Logo. Dieser brachte aber nicht den erhofften Erfolg im Musikstreamingmarkt. Am 1. Mai 2019 wurde per Vertrag beschlossen, dass die Media-Saturn ihre Zusammenarbeit mit 7digital beendet und ihren 11,5 %-Anteil nach der Zahlung einer Abfindung in Höhe von 4,5 Mio. Euro verkauft. Der Vertrag beinhaltet insbesondere die Verrechnung der Kosten der Beendigung von Juke-Musikstreaming.
Die Verkündung des Termins zur Beendigung des Juke-Dienste zum 30. April 2019 erfolgte ohne Pressemeldung und ohne Bekanntgabe auf der eigenen Webseite. Die betroffenen Abonnenten wurden per E-Mail informiert. In der E-Mail wird als Begründung zur Einstellung den Kunden angegeben, dass die Marktanteile von Juke im Musikstreaming-Markt nicht in der Geschwindigkeit gewachsen sind, um „eine nachhaltige Positionierung“ zu ermöglichen. Ergänzend wurde am 16. April 2019 auf einer Facebook-Seite die Einstellung an die Öffentlichkeit kommuniziert, inklusive eines Bildes mit dem Untertitel „Juke – Wir verabschieden uns zum 30.04.2019“. In dieser Facebook-Nachricht wird dargestellt, dass es keinen Migrationsassistent gibt und die betroffenen Kunden die Listen ihrer Albums, Songs und Playlisten zur manuellen Neuanlage in anderen Diensten per Screenshots sichern sollten. Auf die Verbraucherrechte zur Datenmitnahme nach EU-DSGVO gibt es dort keine Hinweise.

## Verfügbarkeit der Nutzung
JUKE war aus lizenzrechtlichen Gründen anfangs nur in Deutschland und von einer deutschen IP-Adresse aus verfügbar. Um im Ausland auf JUKE-Produkte zugreifen zu können, mussten diese anfangs vorher heruntergeladen werden, sodass sie auch im Offline-Modus abrufbar waren. Später wurde diese Lizenzierungslücke geschlossen, so dass ein Juke-Abo auch per Mobilfunk im Ausland nutzbar war.
Damit Nutzer auch offline auf ausgewählte Titel zugreifen können, bot JUKE die Möglichkeit, Musikstücke oder Playlisten auf Smartphone oder Tablet herunterzuladen – entweder automatisch oder manuell veranlasst.
Juke war auch Teilnehmer im Telekom-Angebot „StreamOn“, bei der Musikstreaming via Mobilfunk nicht auf das Highspeed-Datenvolumen angerechnet wird.
Der Streamingservice war via Smartphone, Tablet, PC/Notebook sowie Smart-TV verfügbar und ließ sich je nach Anwendung über kostenlose Apps oder im Browser-Modus starten. Neben iOS und Android bestanden auch unterschiedliche Partnerschaften mit Geräte-Herstellern, auf deren Geräten JUKE als Musikstreamingdienst genutzt werden konnte, so war JUKE beispielsweise auch auf Sonos-Anlagen integriert.

## Angebotskatalog und Musikqualität
Zum Start 2011 standen 11 Millionen Musiktitel zur Auswahl. Dieser Katalog wuchs zum Ende auf mehr als 57 Millionen Songs zum Streamen an. Nach Angaben des Unternehmens bestanden Verträge mit über 80.000 Labels, die einen breiten Musikkatalog bereitstellten.
Der Streamingdienst ermöglichte das Abspielen und Springen innerhalb aller Musikstücke in diesem Katalog sowie die Erstellung von persönlichen Playlisten.
Ausgeliefert wurde die Musik in drei unterschiedlichen Qualitäten: optimiert (Standard – 48kbps Dolby Audio), hoch (192 kbps HE ACC) und extrem (320 kbps HE AAC).

## Teilnahme
Das Anlegen eines JUKE-Kontos war kostenfrei, es konnte ein 30-tägiges unbeschränktes Probeabo für die Musicflat abgeschlossen werden. Nach Ablauf der 30 Tage fielen für die weitere Nutzung der Flatrate Kosten von 9,99 Euro monatlich an, andernfalls wurde die Abspieldauer für jedes Musikstück auf 30 Sekunden beschränkt. Für die Nutzung der Flatrate bestand auch die Möglichkeit, ein Prepaid-Paket für 3 oder 6 Monate zu erwerben. Im Gegensatz zum Abo endete dieses automatisch nach Ablauf und konnte auch mit dem Guthabenkonto oder JUKE-Guthabenkarten bezahlt werden. Die Karten wurden sowohl in Märkten von MediaMarkt als auch bei Saturn verkauft. Im Oktober 2016 kam ein Jahres-Abo hinzu, das ausschließlich bei Saturn und MediaMarkt abgeschlossen werden konnte und nicht über die Juke-Website buchbar war.